# Đào Duy Tùng
Đào Duy Tùng (20 tháng 5 năm 1924 – 13 tháng 6 năm 1998) nguyên là Ủy viên Bộ Chính trị, nguyên Thường trực Bộ Chính trị, Ban Bí thư và nguyên Trưởng Ban Tuyên huấn Trung ương.

## Tiểu sử
Ông sinh ngày 20 tháng 5 năm 1924 tại xã Cổ Loa, huyện Đông Anh (nay là thôn Cổ Loa, xã Đông Anh), thành phố Hà Nội.

## Hoạt động chính trị
Ông là một Ủy viên Bộ Chính trị Đảng Cộng sản Việt Nam trong nhiều khóa liên tục. Ông được xem là nhà lý luận hàng đầu và đã để lại rất nhiều cuốn sách thuộc loại này. Thời gian công tác dài nhất của ông là ở cơ quan Trung ương và hơn 30 năm làm công tác tư tưởng lý luận của Đảng, suốt từ tháng 5-1955 đến năm 1998.
Trong ngành tuyên huấn, ông đã lần lượt giữ các cương vị Phó Vụ trưởng, Vụ trưởng Vụ Huấn học, Phó Trưởng ban kiêm Tổng Biên tập Tạp chí Cộng sản, Viện trưởng Viện Mác Lê-nin và Trưởng Ban Tuyên huấn Trung ương. Ông đã liên tục được bầu 4 khóa vào Ban Chấp hành Trung ương Đảng, từ Đại hội IV (1976: Dự khuyết; tháng 11/1981: Chính thức), Đại hội V, Đại hội VI và Đại hội VII, trong đó, 2 khóa được bầu là Ủy viên Bộ Chính trị, Bí thư Trung ương Đảng.

## Kỷ luật
Tại Hội nghị Trung ương lần 10 khóa 7, vì đấu tranh thất sủng chính trị, những người bảo thủ trong Đảng đã khởi xướng một chiến dịch do Đào Duy Tùng, khi đó là Tổng Biên tập Tạp chí Cộng sản đứng đầu. Nhờ có sự ủng hộ của ông trong Đảng, Đào Duy Tùng đã đạt được quyền kiểm soát chưa từng có trong sắp xếp nhân sự và dự thảo Báo cáo chính trị cho Đại hội lần thứ 8. Tuy nhiên, tại cuộc họp hội nghị lần thứ 10 của Trung ương khóa 7, ông bị kỷ luật cảnh cáo vì buộc tội "hành vi phản dân chủ", lạm dụng quyền lực và không được tái đắc cử cho Bộ Chính trị, chỉ chiếm 10% số phiếu. Thất bại của Đào Duy Tùng, đã dẫn đến một sự thỏa hiệp: Tổng Bí thư, Thủ tướng và Chủ tịch nước đã được tái đắc cử tại Đại hội lần thứ 8 mà không có đa số phiếu vì cuộc đấu tranh quyền lực giữa cải cách và bảo thủ.

## Gia đình
Em trai ông là Đào Duy Chữ (kỹ thuật viên Ủy ban Kế hoạch Nhà nước), Vụ trưởng Vụ Hợp tác quốc tế Tổng cục Dầu khí, sau làm Phó Chủ tịch Phòng Thương mại và công nghiệp Việt Nam.
Con trai của ông là Đào Duy Quát, cựu Phó trưởng Ban Tuyên giáo Trung ương. Hiện ông Quát là Phó Chủ tịch thường trực Hội đồng phê bình văn học nghệ thuật trung ương.

## Vinh danh
Tên ông được đặt cho một con đường ở Hà Nội. Đường Đào Duy Tùng đi từ đoạn Quốc lộ 3 (đường vào cửa Tây di tích thành Cổ Loa) đến đường vòng Thành Trung đi đền thờ An Dương Vương.